# Locomotive SV 81-84
Le locomotive 81 ÷ 84 della Società Veneta erano un gruppo di locotender di rodiggio 1-2-0, progettate per l'esercizio di linee di pianura all'inizio del XX secolo.

## Storia
Le locomotive furono ordinate alla Orenstein & Koppel per l'impiego su treni viaggiatori su linee pianeggianti da parte della "Veneta", che le assegnò inizialmente alla Udine-Cividale.
Riclassificate dalla SV nel 1915 nel gruppo 28, con matricole 280 ÷ 283, furono successivamente trasferite sulla ferrovia Bologna-Portomaggiore, sulla quale prestarono servizio sin oltre la seconda guerra mondiale: nel 1947 ne risultavano esistenti ancora tre (una, la 280, era andata distrutta durante la guerra a Mezzolara), mentre nel 1958 nessuna locomotiva del gruppo risultava in carico alla SV.

## Caratteristiche
Le 81 ÷ 84 erano locotender a 2 cilindri esterni a semplice espansione, con distribuzione Allan a cassetto. Avevano una potenza continuativa al cerchione di 380 CV a 30 km/h e una velocità massima di 55 km/h. Il rodiggio, come per altre locomotive della SV, era 1-2-0.

## Prospetto delle unità[5]
| Numerazione originaria | Numerazione definitiva | Anno di costruzione | Costruttore | N. costruzione |
| ---------------------- | ---------------------- | ------------------- | ----------- | -------------- |
| 81                     | 280                    | 1909                | O&K         | 3376           |
| 82                     | 281                    | 1909                | O&K         | 3377           |
| 83                     | 282                    | 1909                | O&K         | 3378           |
| 84                     | 283                    | 1909                | O&K         | 3379           |